# Melón
Melón település Spanyolországban, Ourense tartományban. Melón Carballeda de Avia, Ribadavia, Crecente, A Cañiza, Covelo és Avión községekkel határos. Lakosainak száma 1109 fő (2024).

## Népesség
A település népessége az elmúlt években az alábbi módon változott:
| Lakosok száma | 1568 | 1552 | 1546 | 1498 | 1479 | 1340 | 1254 | 1184 | 1137 | 1109 |
|               | 2001 | 2004 | 2007 | 2009 | 2012 | 2014 | 2017 | 2019 | 2022 | 2024 |